# 伊尔兴里特
伊尔兴里特是德国巴伐利亚州的一个市镇。总面积5.27平方公里，总人口1172人，其中男性571人，女性601人（2011年12月31日），人口密度222人/平方公里。